# 세계 제일의 첫사랑
《세계 제일의 첫사랑》(일본어: 世界一初恋)이란, 나카무라 슌기쿠 작품의 The Ruby, CIEL, エメラルド에서 연재중인 만화작품이다. 소설판 저자는 후지사키 미야코.
대한민국에서는 대원씨아이에서 코믹스를 번역 발간 중이었으나 심의 문제로 2014년 6월 2일 발간 중단을 공지하였다.

## 개요
부제가 〈~OO의 경우~〉로 붙은 옴니버스 형식이며, 시리즈 작품이다. 주요 배경은 도내 일류 기업·마루카와 서점이며, 순정 로맨티카와도 부분적으로 연계되어 있다.
2007년에 후지사키 미야코와 함께 〈세계 제일의 첫사랑 ~요시노 치아키의 경우~〉를 가도카와 루비 문고에서 발매하여, 2008년에는 〈세계 제일의 첫사랑 ~오노데라 리츠의 경우~〉 코믹스가 발매되었다.
2011년 3월 22일에 〈세계 제일의 첫사랑 ~오노데라 리츠의 경우~〉의 OVA가 발매되었고, 2011년 4월부터 사이타마 TV 및 U국 계열에서 텔레비전 애니메이션이 방영되었다.
2014년 3월 15일에 〈세계 제일의 첫사랑 ~요코자와 타카후미의 경우~〉의 극장판으로 개봉하였다.

## 등장 인물
드라마 CD / 애니메이션순.

### 오노데라 리츠의 경우
오노데라 리츠(일본어: 小野寺律 오노데라 리츠[*])
성우 : 콘도 타카시
25세. 3월 27일 생. 에메랄드 편집부의 편집자로, 무토 유키나(성우 : 카와라기 시호)의 담당 및 잡지 진행을 맡고 있다. 전속 전에는 오노데라 출판사의 문예 편집자였으며, 인기작가(우사미 아키히코나 스미 료이치 등)을 담당하였다. 최근 만화편집업에 보람을 느끼기 시작하였다. 고교시절 3년간 짝사랑하던 타카노 마사무네에게 고백하고 사귀기 시작하였으나, 일방적으로 착각하여 헤어진 뒤, 해외로 유학을 떠났다. 그 일로 인해 성격이 부정적으로 바뀌었으며 기본적으로는 본심을 숨기지 못하고 마사무네의 말을 빌리면 "한 번 하겠다고 하면, 무슨 일이 있어도 끝까지 해내고 마는 타입"이라고 한다.부모님이 오노데라 출판사 사장님이라 부모님에 의존하여 들어왔다는 소문 이야기와 실력이 형편없다는 등 다른 동기들로부터 뒷담화를 듣다보니 그걸 부정적으로 생각하여 다른 문예 출판사에 들어가려다가 합격 통지서에는 한번도 해보지 못한 순정 만화 책 편집부인 에메랄드 편집부에 합격해버렸다. 후에 옛 연인이였던 타카노와 재회 한다. 처음엔 몰랐지만 나중에 타카노에 대해 알게 되어 문예부로 가려다가 실패한다. 이사한 곳 아파트 옆집에 타카노가 살고 있다. 집안에서 정한 약혼녀 <코히나타 안>이 있으나, 정작 본인은 약혼할 생각이 전혀 없다고 한다. 고등학교 그녀의 고백을 차고 그녀를 가족처럼 생각한다고 한다. 술에 약한 편이여서 마시면 말이 많아지고, 술자리에서 일어난 일을 기억하지 못한다.
잠버릇이 좋지 않다는 언급이 있다.
타카노 마사무네(일본어: 高野政宗 다카노 마사무네[*])
성우 : 코니시 카즈유키
27세. 12월 24일 생. 에메랄드 편집부의 편집장. 이치노세 에리카를 담당하고 있다. 리츠의 직속상관이자, 이웃사촌.
거만하고 강압적이며 난폭하고 자신만만하지만 일에는 뛰어난 능력을 가지고 있다. 망하기 일보 직전이었던 편집부를 약 1년 만에 재건하여 주변 사람들에게 〈완전 잘나가는 편집자〉로 각광받고 있다. 고교 시절 리츠와 사귀었으나 오해로 인해 파국. 그 뒤 개인적인 사정으로 인해 방탕한 생활을 보냈다. 방탕한 생활 속에 대학 친구인 요코자와 타카후미와도 몇 번 관계를 가졌지만 최후에는 관계를 청산하고 친구로 지내고 있다. 리츠에게 고백받기 전부터 리츠에 대해 알고 있었다. 리츠와 헤어진 뒤에도 그를 계속 연모했으며 재회한 뒤에는 적극적으로 대쉬하여 다시 고백하였다. 일에 관해서는 엄격하지만 리츠에게는 무르다. 부모가 이혼하기 전 성은 사가.
덤으로 리츠의 본 명도 몰랐다
미노 카나데(일본어: 美濃奏 미노 가나데[*])
성우 : 미도리카와 히카루
184cm. 에메랄드 편집부 직원. 주기 초와 후반의 차가 심하다. 언제나 미소를 띄우고 있지만 속은 알 수 없다.
코히나타 안즈(일본어: 小日向杏 고히나타 안즈[*])
성우 : 타무라 유카리
158cm. 리츠의 소꿉친구이자 부모님이 어렸을 때 정한 약혼녀. 리츠와는 서로 '짱'을 붙여 부른다. 리츠와는 남매처럼 사이가 좋으며, 고1때 고백하고 차였으나 여전히 그를 좋아하고 있다.
이사카 류이치로(일본어: 井坂龍一郞)
성우 : 모리카와 토시유키
180cm. 마루카와 서점의 전무이사. 부모님의 덕으로 출세했다는 소리에 부담을 느끼고 본인의 능력으로 성공하려는 리츠와는 달리 부모님의 덕으로 출세한 것을 자랑으로 여긴다. 〈순정 로맨티카〉와도 연계된 인물이다.
사에키
성우 : 나카하라 마이
오노데라 출판의 순정만화 편집자. 리츠와는 입사동기이며 사이가 좋다. 사내에서 유일하게 리츠에게 가식없이 대하였다. 술버릇이 나쁘다.

### 요시노 치아키의 경우
요시노 치아키(일본어: 吉野千秋) / 요시카와 치하루(일본어: 吉川千春)
성우 : 타치바나 신노스케
28세. 1000만부 이상의 판매를 자랑하는 초절정 인기 순정만화 작가. 요시카와 치하루는 팬네임. 팬네임 덕분에 대부분의 사람들은 여자로 알고 있다. 남자인 사실을 숨기기 위해 사인회 등 이벤트 관련 행사는 전혀 참가하지 않는다. 데드입고 상습범이고 눈치가 좀 없다 못해 무신경하다. 그러한 여러 이유덕에 항상 토리에게 혼이 난다. 토리와는 28년간 계속 소꿉친구로 지내왔으나 점점 그를 의식하게 된다. 더 칸의 골수팬. 여동생 치나츠가 있다.
하토리 요시유키(일본어: 羽鳥芳雪)
성우 : 나카무라 유이치
28세. 187cm. 에메랄드 편집부 부편집장이자 요시노 치아키를 담당하고 있다. 통칭 토리. 작가들(특히 에리카 님)에게 인기가 많다. 요시노 치아키와는 본가가 이웃사촌이며 소꼽친구이다. 성실한 성격이며 요리를 잘한다. 야나세 유우와는 견원지간. 요시노를 28년동안 짝사랑을 해왔다.
야나세 유우(일본어: 柳瀬優 야나세 유우[*])
성우 : 카미야 히로시
28세. 177cm. 치아키의 치프 어시스턴트. 치아키와 마찬가지로 만화가를 지망했지만 만화가로서의 재능이 부족함을 인식하고 전문 프로 어시스턴트로 전향, 주로 소년만화를 담당하고 있다. 뛰어난 능력으로 많은 작가들에게 섭외를 받지만 항상 치아키의 어시스턴트를 우선순위로 삼고 있다. 중학교 1학년 때 옆자리가 앉은 치아키에게 교과서를 빌려 본 뒤 그를 좋아하게 되었다. 치아키를 모델로 삼아 자주 데생을 한다. 토리와도 중학교 시절부터 친구이지만 견원지간.
이치노세 에리카(일본어: 一之瀬絵梨佳)
성우 : 오다 마유미 / 오오하라 사야카
고교시절 데뷔한 인기 만화 작가. 통칭 에리카님. 미인으로 마감을 어기지 않는다. 토리를 맘에 들어 한다.
타카야시키 레이지(일본어: 高屋敷玲二 다카야시키 레이지[*])
성우 : 히라카와 다이스케
게임 크리에이터. 토리와는 대학시절 친구로 그에게 관심을 가지고 있다. 양성애자.

### 키사 쇼타의 경우
키사 쇼타(일본어: 木佐翔太 키사 쇼타[*])
성우 : 오카모토 노부히코
30세. 3월 14일생 169cm. 에메랄드 편집부 직원. 리츠의 옆자리에 앉아 있으며 그를 릿짱으로 부른다. 상사보다 나이가 많지만 동안이다. 타카후미를 어려워하며, 얼굴을 따진다. 자신감이 없고 현실적이며 자꾸 부정적으로 빠지려는 경향이 있다. 북스 마리모에서 우연히 유키나 코우를 보게되어 첫눈에 반하게 된다.
유키나 코우(일본어: 雪名皇 유키나 코우[*])
성우 : 마에노 토모아키
21세. 9월 6일 생. 186cm. A형. 서점에서 알바하는 미대생. 마치 호스트처럼 책을 팔며, 순정만화를 좋아한다. 쇼타와는 연인사이. 여자들에게 인기가 많다. 성격이 가벼워 보이는듯 하지만, 알고보면 매우 성실하고 착하다. 자신이 자신의 성격을 끈질기다고 표현한 바 있음.

### 요코자와 타카후미의 경우
요코자와 타카후미(일본어: 横澤隆史 요코자와 다카후미[*])
성우 : 호리우치 켄유
27세. 6월 18일 생. 185cm. 일명 마루카와 서점의 날뛰는 곰. 마사무네와는 대학시절 동급생. 대학 시절 마사무네와 사귀었으며 지금도 그를 좋아하고 있다. 마사무네가 방황한 이유로 리츠를 꼽으며 그에게 사사건건 시비를 건다. 마사무네에게서 입양한 고양이 소라타를 귀여워 하고 있다.
키리시마 젠(일본어: 桐嶋禅 기리시마 젠[*])
성우 : 후루야 토오루
33세. 생일은 6월 16일 생. 점프 편집부의 편집장이다. 또한 인기 만화가, 이쥬인 쿄우 오랫동안 담당하는 편집자다. 이는 마감만 가까워지면 히스테리를 부리는 이쥬인을 다룰 수 있는 사람이 키리시마이기 때문이다.
키리시마 히요리(일본어: 桐嶋日和 기리시마 히요리[*])
성우 : 호리에 유이
젠의 딸. 10~11세. 8월 26일 생. 요리 실력. 소라타를 아끼고, 타카후미에도 정을 붙였다. 풍모도 내용도 외탁(부친담).
소라타
고교시절 마사무네가 주운 고양이. 대학 시절 타카후미가 마사무네에게서 입양하였다.

## 관련 상품

### 단행본
가도카와 쇼텐
- 세계 제일의 첫사랑 ~오노데라 리츠의 경우~ (아스카 코믹스 CL-DX) 2008년 7월 1일 발매 ISBN 978-4-04-854190-9
- 세계 제일의 첫사랑 ~오노데라 리츠의 경우2~ (아스카 코믹스 CL-DX) 2009년 8월 1일 발매 ISBN 978-4-04-854351-4
- 세계 제일의 첫사랑 ~오노데라 리츠의 경우3~ (아스카 코믹스 CL-DX) 2009년 10월 1일 발매 ISBN 978-4-04-854371-2
- 세계 제일의 첫사랑 ~오노데라 리츠의 경우4~ (아스카 코믹스 CL-DX) 2010년 7월 1일 발매 ISBN 978-4-04-854487-0
- 세계 제일의 첫사랑 ~오노데라 리츠의 경우5~ (아스카 코믹스 CL-DX) 2011년 4월 1일 발매 ISBN 978-4-04-854618-8
- 세계 제일의 첫사랑 ~오노데라 리츠의 경우6~ (아스카 코믹스 CL-DX) 2011년 10월 1일 발매 ISBN 978-4-04-854695-9
- 세계 제일의 첫사랑 ~오노데라 리츠의 경우7~ (아스카 코믹스 CL-DX) 2012년 7월 30일 발매 ISBN 978-4-04-120308-8
- 세계 제일의 첫사랑 ~오노데라 리츠의 경우8~ (아스카 코믹스 CL-DX) 2013년 7월 31일 발매 ISBN 978-4-04-120814-4
- 세계 제일의 첫사랑 ~오노데라 리츠의 경우9~ (아스카 코믹스 CL-DX) 2014년 9월 1일 발매 ISBN 978-4-04-121136-6

대원씨아이
- 세계 제일의 첫사랑 (오노데라 리츠의 경우) 2010년 12월 15일 발매 ISBN 978-89-252-6588-9
- 세계 제일의 첫사랑 2 (오노데라 리츠의 경우) 2011년 3월 15일 발매 ISBN 978-89-252-6711-1
- 세계 제일의 첫사랑 3 (오노데라 리츠의 경우) 2011년 5월 15일 발매 ISBN 978-89-252-7862-9
- 세계 제일의 첫사랑 4 (오노데라 리츠의 경우) 2011년 7월 15일 발매 ISBN 978-89-252-8013-4
- 세계 제일의 첫사랑 5 (오노데라 리츠의 경우) 2012년 6월 20일 발매 ISBN 978-89-252-9737-8
- 세계 제일의 첫사랑 6 (오노데라 리츠의 경우) 2014년 1월 10일 발매 ISBN 978-89-672-5994-5

### 소설
- [[후지사키 미야코] 원작:] 『세계 제일의 첫사랑 ~요시노 치아키의 경우~』
  1. 2007년 11월 1일 발매 ISBN 978-4-04-445533-0
  2. 2008년 11월 1일 발매 ISBN 978-4-04-445539-2
  3. 2009년 11월 1일 발매 ISBN 978-4-04-445544-9 {{isbn}}의 변수 오류: 유효하지 않은 ISBN.
  4. 2011년 4월 1일 발매 ISBN 978-4-04-445551-4
- [[후지사키 미야코] 원작:] 『세계 제일의 첫사랑 ~요코자와 타카후미의 경우~』
  1. 2011년 10월 29일 발매 ISBN 978-4-04-100046-5
  2. 2012년 9월 1일 발매 ISBN 978-4-04-100453-1
  3. 2012년 12월 1일 발매 ISBN 978-4-04-100588-0
  4. 2013년 7월 1일 발매
  5. 2014년 3월 1일 발매
  6. 2014년 10월 1일 발매

### 드라마 CD
- 세계 제일의 첫사랑 1 ~오노데라 리츠의 경우+요시노 치아키의 경우~
- 세계 제일의 첫사랑 2 ~요시노 치아키의 경우+오노데라 리츠의 경우~
- 세계 제일의 첫사랑 3 ~오노데라 리츠의 경우+요시노 치아키의 경우~
- 세계 제일의 첫사랑 4 ~요시노 치아키의 경우+오노데라 리츠의 경우~
- 세계 제일의 첫사랑 ~오노데라 리츠의 경우~ ※〈CIEL〉2009년 3월호 부록
- 세계 제일의 첫사랑 ~요시노 치아키의 경우~ ※〈CIEL〉2009년 11월호 부록
- 세계 제일의 첫사랑 ~오노데라 리츠의 경우~ ※〈CIEL〉2011년 1월호 부록

## TV 애니메이션
2011년 4월 8일부터 6월 24일(1기), 10월 7일부터 12월 23일(2기)까지 TV 사이타마 및 U국 계열에서 방영. 주요 스태프는 《순정 로맨티카》의 TV 시리즈와 거의 동일하다.
캐치프레이즈는 다음과 같다.
- 1기〈첫사랑은 이루어지지 않는 것, 그거 누가 말한거지?(初恋なんて、叶わないモノ。――そんなの、誰が言ったわけ?)〉
- 2기 〈사랑도 일도 「지적」당하기만 할 뿐. ――정말 열 받아!!(恋も仕事も「ダメだし」ばっかり。――ホント、むかつく!!)〉

### 스태프
- 원작 - (<CIEL>연재 / 아스카 코믹스 CL-DX 간 / 가도카와 서점)
- 감독 - 이마 치아키
- 시리즈 구성 - 나카세 리카
- 캐릭터 디자인 - 키쿠치 요코
- 소품 디자인 - 반 유키코
- 색체 설계 - 마츠모토 신지
- 미술감독 - 시미즈 쥰코
- 촬영감독 - 콘도 신요
- 편집 - 마츠무라 마사히로
- 음향감독 - 고다 호즈미
- 음악 - 안제 히지리
- 음악제작 - 란티스
- 프로듀서 - 코바야시 우루카, 후쿠다 쥰, 후지타 사토이, 아오키 에리코
- 애니메이션 프로듀서 - 우라사키 노부미츠
- 애니메이션 제작 - 스튜디오 딘
- 제작 - 세계 제일 클럽!!

### 주제가
1기 오프닝 테마
〈세상에서 제일 사랑해〉 (일본어: 世界で一番恋してる 세카이데 이치방 고이시테루[*])
작사 - 코다마 사오리 / 작곡·편곡 - 미야자키 마코토 / 노래 - 키타 슈헤이
1기 엔딩 테마
〈내일, 난 널 만나러 갈 거야〉(일본어: 明日、僕は君に会いに行く 아시타 보쿠와 기미니 아이니 이쿠[*])
작사·작곡·노래 - 와카바 / 편곡 - 요시다 아키히로
2기 오프닝 테마
〈세상 끝에 네가 있어도〉(일본어: 世界の果てに君がいても 세카이노 하테니 키미가 이테모[*])
작사 - 코다마 사오리 / 작곡·편곡 - 미야자키 마코토 / 노래 - 키타 슈헤이
2기 엔딩 테마
〈사랑의 말〉(일본어: アイコトバ 아이코토바[*])
작사·작곡 - 코니시 토우타 / 편곡·노래 - 사쿠라 메리멘

### 서브타이틀
| 화수  | 서브타이틀                                             | 각본          | 그림콘티      | 연출              | 작화감독                   | 총 작화감독               |
| ----- | ------------------------------------------------------ | ------------- | ------------- | ----------------- | -------------------------- | ------------------------- |
| 제1화 | First impressions are the most lasting.                | 나카세 리카   | 오타키 아야   | 니시무라 히로아키 | 야스다 쿄히로 김순연       | 키쿠치 요코               |
| 제2화 | A man has free choice to begin love but not to end it. | 나카세 리카   | 후지하라 료지 | 오노다 유스케     | 김현욱 후지모토 마유(보좌) | 키쿠치 요코 야스다 쿄히로 |
| 제3화 | In love there is both dotage and discretion.           | 나카무라 노코 | 사카모토 쿄우 | 스기야마 케이치   | 미야타 나오미              | 키쿠치 요코 야스다 쿄히로 |

### 방송국
| 방송지역   | 방송국       | 방송기간          | 방송일시                                     | 방송계열     |
| ---------- | ------------ | ----------------- | -------------------------------------------- | ------------ |
| 사이타마현 | TV 사이타마  | 2011년 4월 8일 -  | 금요일 25시 05분 - 25시 35분                 | 독립UHF 계열 |
| 기후현     | 기후 채널    | 2011년 4월 11일 - | 월요일 25시 45분 - 26시 15분                 | 독립UHF 계열 |
| 지바현     | 지바 TV      | 2011년 4월 11일 - | 목요일 26시 00분 - 26시 30분                 | 독립UHF 계열 |
| 효고현     | 선 TV        | 2011년 4월 11일 - | 월요일 26시 05분 - 26시 35분                 | 독립UHF 계열 |
| 교토부     | KBS교토      | 2011년 4월 12일 - | 화요일 25시 00분 - 25시 30분                 | 독립UHF 계열 |
| 미에현     | 미에 TV 방송 | 2011년 4월 12일 - | 화요일 26시 50분 - 27시 20분                 | 독립UHF 계열 |
| 도쿄도     | TOKYO MX     | 2011년 4월 12일 - | 화요일 27시 00분 - 27시 30분                 | 독립UHF 계열 |
| 가나가와현 | TVK          | 2011년 4월 13일 - | 수요일 25시 45분 - 26시 15분                 | 독립UHF 계열 |
| 후쿠오카현 | TVQ규슈방송  | 2011년 4월 13일 - | 수요일 26시 48분分 - 27시 18분               | TV 도쿄 계열 |
| 일본전역   | AT-X         | 2011년 4월 15일 - | 금요일 08시 00분 - 08시 30분 （재방송 있음） | CS방송       |

## OVA

### 오노데라 리츠의 경우
TV 애니메이션에 앞서 코믹스 5권 (2011년 3월 22일 발매) 프리미엄 애니메이션 DVD 추가 한정판에 동봉되어 《세계 제일의 첫사랑 ~오노데라 리츠의 경우~》0화(약 20분)가 수록되었다.
| 화수  | 서브타이틀                   | 각본        | 그림콘티      | 연출              | 작화감독    |
| ----- | ---------------------------- | ----------- | ------------- | ----------------- | ----------- |
| 제0화 | No love's like to the first. | 나카세 리카 | 후지하라 료지 | 니시무라 히로아키 | 키쿠치 요코 |

### 하토리 요시유키의 경우
TV 애니메이션에 앞서 코믹스 5권 (2011년 9월 27일 발매) 프리미엄 애니메이션 DVD 추가 한정판에 동봉되어 《세계 제일의 첫사랑 ~하토리 요시유키의 경우~》12.5화(약 20분)가 수록되었다.
| 화수     | 서브타이틀                                    | 각본        | 그림콘티      | 연출        | 작화감독                        |
| -------- | --------------------------------------------- | ----------- | ------------- | ----------- | ------------------------------- |
| 제12.5화 | The quarrel of lovers is the renewal of love. | 나카세 리카 | 니시무라 준지 | 요시다 슌지 | 타키하라 미키 모리모토 히로후미 |

## Web 라디오
세계 제일의 첫사랑 ~인터넷 라디오의 경우~
방송 사이트 - 온센 (인터넷 라디오), 란티스 웹 라디오
방송 기간 - 2011년 4월 7일 ~ (격주 목요일 방송)
진행
- 콘도 타카시 (오노데라 리츠 역), 타치바나 신노스케 (요시노 치아키 역), 오카모토 노부히코(키사 쇼타 역)

게스트
- 제1회 - 키타 슈헤이 (TVA 오프닝 테마 가수)
- 제2회 - 와카바 (TVA 엔딩 테마 가수)

## 같이 보기
- 순정 로맨티카